# Kevin Krygård
Kevin Martin Krygård (Haugesund, 17 maggio 2000) è un calciatore norvegese, centrocampista del Lillestrøm.

## Carriera

### Club
A livello giovanile, Krygård ha vestito la maglia del Djerv 1919, per poi passare all'Haugesund. È stato aggregato alla prima squadra dell'Haugesund a partire dalla stagione 2016, ma ha effettuato il proprio esordio soltanto il 18 aprile 2018, nel primo turno del Norgesmesterskapet: ha sostituito Erin Pinheiro nella vittoria per 0-3 in casa dello Skjold IL.
Il 14 aprile 2019 ha debuttato in Eliteserien: ha sostituito Ibrahima Wadji nel successo per 0-2 in casa del Ranheim. L'11 luglio successivo ha giocato la prima partita nelle competizioni europee per club, subentrando a Christian Grindheim nella vittoria per 0-1 in casa del Cliftonville, sfida valida per i turni preliminari dell'Europa League 2019-2020. Il 25 luglio ha siglato il primo gol nella manifestazione, nel successo per 2-0 sullo Sturm Graz.
Il 6 agosto 2019 ha prolungato il contratto che lo legava all'Haugesund, fino al 31 dicembre 2022. Il 1º settembre 2019 ha realizzato la prima rete nella massima divisione norvegese, in occasione del pareggio per 2-2 maturato in casa del Tromsø.
Il 22 febbraio 2022 ha ulteriormente prolungato l'accordo con l'Haugesund, fino al 31 dicembre 2023. In seguito, ha vestito la maglia dei portoghesi del Casa Pia.
Il 7 giugno 2024 è stato ufficializzato il suo ritorno in Norvegia, al Lillestrøm: ha firmato un contratto quadriennale, valido a partire dal 17 luglio, data di riapertura del calciomercato locale.

### Nazionale
Ha giocato nelle nazionali giovanili norvegesi Under-15, Under-16 ed Under-19.

## Statistiche

### Presenze e reti nei club
Statistiche aggiornate al 17 luglio 2024.
| Stagione         | Club             | Campionato       | Campionato | Campionato | Coppe nazionali | Coppe nazionali | Coppe nazionali | Coppe continentali | Coppe continentali | Coppe continentali | Supercoppe | Supercoppe | Supercoppe | Totale | Totale |
| Stagione         | Club             | Comp             | Pres       | Reti       | Comp            | Pres            | Reti            | Comp               | Pres               | Reti               | Comp       | Pres       | Reti       | Pres   | Reti   |
| ---------------- | ---------------- | ---------------- | ---------- | ---------- | --------------- | --------------- | --------------- | ------------------ | ------------------ | ------------------ | ---------- | ---------- | ---------- | ------ | ------ |
| 2016             | Haugesund        | ES               | 0          | 0          | CN              | 0               | 0               | -                  | -                  | -                  | -          | -          | -          | 22     | 1      |
| 2017             | Haugesund        | ES               | 0          | 0          | CN              | 0               | 0               | UEL                | 0                  | 0                  | -          | -          | -          | 0      | 0      |
| 2018             | Haugesund        | ES               | 0          | 0          | CN              | 1               | 0               | -                  | -                  | -                  | -          | -          | -          | 1      | 0      |
| 2019             | Haugesund        | ES               | 18         | 1          | CN              | 6               | 2               | UEL                | 6                  | 2                  | -          | -          | -          | 30     | 5      |
| 2020             | Haugesund        | ES               | 28         | 0          | -               | -               | -               | -                  | -                  | -                  | -          | -          | -          | 28     | 0      |
| 2021             | Haugesund        | ES               | 29         | 1          | CN              | 0               | 0               | -                  | -                  | -                  | -          | -          | -          | 29     | 1      |
| 2022             | Haugesund        | ES               | 30         | 0          | CN              | 3               | 0               | -                  | -                  | -                  | -          | -          | -          | 33     | 0      |
| 2023             | Haugesund        | ES               | 26         | 1          | CN              | 3               | 0               | -                  | -                  | -                  | -          | -          | -          | 29     | 1      |
| Totale Haugesund | Totale Haugesund | Totale Haugesund | 131        | 3          |                 | 13              | 2               |                    | 6                  | 2                  |            | -          | -          | 150    | 7      |
| gen.-giu. 2024   | Casa Pia         | PL               | 3          | 0          | CP+CdL          | -               | -               | -                  | -                  | -                  | -          | -          | -          | 3      | 0      |
| lug.-dic. 2024   | Lillestrøm       | ES               | 0          | 0          | CN              | 0               | 0               | -                  | -                  | -                  | -          | -          | -          | 0      | 0      |
| Totale           | Totale           | Totale           | 134        | 3          |                 | 13              | 2               |                    | 6                  | 2                  |            | -          | -          | 153    | 7      |